# دیمیتری مایلیوتین
دیمیتری مایلیوتین (روسی: Дмитрий Алексеевич Милютин؛ ۲۸ ژوئن ۱۸۱۶ – ۲۵ ژانویهٔ ۱۹۱۲) سیاست‌مدار اهل امپراتوری روسیه بود.
وی همچنین برندهٔ جوایزی همچون لژیون دونور، پور لی میریت، و نشان افتخار شیر و خورشید شده‌است.